# جرافي (زيارت)
جرافي (بالفارسية: جرافی) هي قرية تقع في إيران في Ziarat Rural District.